# Dichochrysa qinlingensis
Dichochrysa qinlingensis är en insektsart som först beskrevs av C.-k. Yang och X.-k. Yang 1989.  Dichochrysa qinlingensis ingår i släktet Dichochrysa och familjen guldögonsländor. Inga underarter finns listade i Catalogue of Life.